# Alex Proyas
Alex Proyas, właśc. Alexander Proyas (ur. 23 września 1963 w Aleksandrii) – australijski reżyser i scenarzysta filmowy pochodzenia greckiego, urodzony w Egipcie, pracujący w Australii i USA. Specjalizuje się w filmach z gatunków science fiction i horror. Proyas tworzył także teledyski i reklamy telewizyjne.

## Życiorys
Jego rodzina przeniosła się do Australii w latach 60. Proyas rozpoczął tam karierę filmowca, pierwsze filmy krótkometrażowe zrealizował jeszcze w liceum.
Na planie jego pierwszego dużego filmu fabularnego Kruk (1994) zginął Brandon Lee, syn Bruce’a Lee.
W 2004 zrealizował film Ja, robot na podstawie cyklu powieści i opowiadań Isaaca Asimova o robotach. Działanie robotów w książkach i filmie oparte jest na trzech prawach robotyki.

## Nagrody i wyróżnienia
W 1994 jego film krótkometrażowy Book of Dreams: „Welcome to Crateland” dostał nominację do Złotej Palmy w Cannes.
Mroczne miasto (Dark City) otrzymało Bram Stoker Award, a także Silver Scream Award i Award and the Pegasus Audience Award.
Był także nominowany do nagrody Saturna zarówno za Mroczne miasto jak i Kruka.

## Filmografia

### Filmy fabularne
- 1989 – Spirits of the Air, Gremlins of the Clouds
- 1994 – Kruk (The Crow)
- 1998 – Mroczne miasto (Dark City)
- 2002 – Garage Days
- 2004 – Ja, robot (I, Robot)
- 2009 – Zapowiedź (Knowing)
- 2016 – Bogowie Egiptu (Gods of Egypt)[4]

### Filmy krótkometrażowe
- 1980 – Neon
- 1980 – Gropping
- 1981 – Strange Residues
- 1987 – Spineless
- 1994 – Book of Dreams: „Welcome to Crateland”
- 2000 – Un matin partout dans le monde

### Filmy dokumentalne
- 1994 – The Best of Sting: Fields of Gold 1984-1994
- 2004 – I'm Only Looking: The Best of INXS
- 2006 – Fad Gadget by Frank Tovey